# トークも結構おおざっぱ!
『トークも結構おおざっぱ！』は、インターネットテレビ「GyaO」の中のバラエティーチャンネル内にあるGyaOジョッキーで生放送されているバラエティ番組。毎週水曜日22時-23時。前番組は「きこうでんみさの”おまいら見るな!!”」

## 出演者
- あびる優
- TKO (木本武宏 / 木下隆行)
- その他
  - 松竹芸能の芸人・タレント(TKOが欠席時など)
  - ホリプロのタレント(あびる優が欠席時など)

## 概要
- 気張らない緩い感覚で進行する。
- あびるのすっぴん出演が頻繁にある。(他に仕事がない日。OFFモードなのでそのまま来る。)
- 飲酒しながら進行するのが基本形。
- 居酒屋トーク風
- あびるは自由奔放であり、他人の話を聞いていない事が多々ある。

## コーナー
- 今日のコンビニグルメ - コンビニで売っている菓子・肴を嗜む。
- あびる様 今日の言い訳 - TKOが放送後の懇親会にあびるを誘うも毎回様々な理由で断っていた。そこでどんな理由で断るかをコーナー化したもの。

## エピソード
- あびるは人の名前を覚えない。TKOの名前も1年かかってやっと覚え始めた。スタッフも同様に覚えられていなかった。
- あびるはTKOの木下と木本の名前が似ているため携帯登録には木下を「TKO HAGE」として区別している。木本は以前「TKO 普通」とされていた。反対に木下はあびるの事を「GyaO 女」と登録している。
- あびるは番組開始時に自宅でシャワーを浴びていて番組を見ていた弟の電話で気付き遅刻した事がある。
- 2008年末のGyaO忘年会にて木下は夜咲蘭からビンタを年齢分(36発)受けた事がある。
- 2009年2月4日、木下は前の番組に出演していたグラビアアイドルの松本さゆきをAV女優と誤認した。そのため松本に謝罪をする羽目になり、木下にAV女優だと助言したアイヒマンスタンダードと共にビンタを受ける。
- TKOらから同事務所の先輩の森脇健児の話が良く出てくるがあびるが知らないため嫌気が差し森脇健児ネタは禁止となっている。
- ビーグル38がTKOの代理出演をした際、あびるとトークが噛み合わず話が弾まないので絡みたくないという理由で最終回まで出演が避けられていた。
- クロちゃん(安田)がエアセックスが得意で披露した事がある。
- 2009年3月18日、番組も1年経ってようやくあびるが懇親会に参加した。しかし木下がモテキャラになるなどいまいち面白くなく番組の方が楽しいと再び懇親会参加を断っている。しかし、最終回に「何回飲みに行けたのか?」という問いにTKOは、「1回も飲みにいけてない」と語っていた。
- 2009年8月12日の放送では番組を見学していたあびるの友人(職業不詳)を呼び込む。顔出し挨拶だけのつもりだったが意外とトークが上手くチャットが盛り上がり、且つ緩い進行にその友人は居心地が良くなり「はけたくない。」と結局最後まで居続けた。
- 最終回(2009年8月26日)であびるの素の困った顔が見たいとTKOとリベンジを賭けたビーグル38でドッキリを仕掛けた。気まずい雰囲気にさせるビーグル38に木本がダメ出しし最後には取っ組み合いとなりオカマ口調で「やめてよ！」と喧嘩を止める木下をよそに微動だにせず酒を飲むあびる優。結局「木本さんがキレるとこんな感じなんだ。」程度にしか思わず「全然気にならなかった。」と肝の据わったあびるへのドッキリは失敗に終わった。

### あびる優すっぴん出演リスト
第04,05,06,10,15,16,23,26,30,42,45,49,52,56,57,58,61,63,65,67,68,69,70,71,72回(全74回中)

## 放送リスト
2008年3月
＃1(5日)、＃2(12日)、＃3あびる優、TKO(木下のみ)、アメリカザリガニ柳原哲也(19日)、＃4(26日)
2008年4月
＃5TKOの代理:安田大サーカス(2日)、＃6安田大サーカス(団長)、よゐこ有野晋哉(9日)、＃7TKOの代理:チョップリン(16日)、＃8安田大サーカス(クロちゃん)(23日)、＃9安田大サーカス(HIRO)(30日)
2008年5月
＃10(7日)、＃11TKOの代理:アメリカザリガニ(14日)、＃12TKOの代理:安田大サーカス(団長以外)、＃13(28日)
2008年6月
＃14(4日)、＃15MARSAS SOUND MACHINE(ヒサダトシヒロ)(11日)、＃16(18日)、＃17チョップリン(25日)
2008年7月
＃18TKO・あびる優の代理:アメリカザリガニ、西田美歩、嵐優子(2日)、＃19あびる優の代理:福井未菜(9日)、＃20(16日)、＃21(23日)、＃22TKOの代理:オジンオズボーン(30日)
2008年8月
＃23TKOの代理:アメリカザリガニ(6日)、＃24あびる優、TKO(木下のみ)(13日)、＃25(20日)、＃26TKOの代理:安田大サーカス(団長)、オジンオズボーン(篠宮暁)、ヴェートーベン(青井貴治)(27日)
2008年9月
＃27TKOの代理:安田大サーカス(団長以外)(3日)、＃28TKOの代理:安田大サーカス(HIRO以外)(10日)、＃29(17日)、＃30TKOの代理:ビーグル38(24日)
2008年10月
＃31あびる優、TKO(木本のみ)、なすなかにし(1日)、＃32(8日)、＃33(15日)、＃34TKOの代理:安田大サーカス、猫ひろし、ヴェートーベン(22日)、＃35(29日)
2008年11月
＃36(5日)、＃37(12日)、＃38TKOの代理:なすなかにし(19日)、＃39TKOの代理:アメリカザリガニ、オジンオズボーン(26日)
2008年12月
＃40TKOの代理:安田大サーカス(クロちゃん以外)(3日)、＃41TKOの代理:ますだおかだ(岡田)(10日)、＃42TKOの代理:なすなかにし(17日)、＃43TKOの代理:アメリカザリガニ、あびる優の代理:田代さやか(24日)
2009年1月
＃44TKOの代理:オジンオズボーン(7日)、＃45(14日)、＃46あびる優の代理:田代さやか(21日)、＃47(28日)
2009年2月
＃48松本さゆき、アイヒマンスタンダード(南川聡史のピン芸名)(4日)、＃49(18日)、＃50(25日)
2009年3月
＃51(4日)、＃52(11日)、＃53(18日)、＃54ますだおかだ(増田)(25日)
2009年4月
＃55あびる優、TKO(木本のみ)、ダブルダッチ(1日)、＃56(8日)、＃57(15日)、＃58(22日)
2009年5月
＃59あびる優、TKO(木本のみ)、アイヒマンスタンダード、ヒカリゴケ(13日)、＃60(20日)、＃61(27日)
2009年6月
＃62(3日)、＃63(10日)、＃64(17日)、＃65ダブルダッチ(24日)
2009年7月
＃66(1日)あびる優、TKO(木下のみ)、ピーマンズスタンダード、＃67(8日)、＃68(15日)、＃69(22日)、＃70あびる優、TKO(木下のみ)、ヒカリゴケ(29日)
2009年8月
＃71TKOの代理:ヒカリゴケ(5日)、＃72(12日)、＃73(19日)、＃74【最終回】(26日)
※TKOのどちらかが出演しているときのみ、レギュラーMCの名前を出しております。
出席回数(番組終了時に参加していた回数)
あびる優…70回

木本武宏…51回

木下隆行…51回

※最終結果